# 爆裂!異種格闘技TV
『爆裂!異種格闘技TV』（ばくれつ いしゅかくとうぎテレビ）は、1994年1月6日から同年3月24日までTBS系列局で放送されていた毎日放送製作のバラエティ番組である。全12回。放送時間は毎週木曜 20:00 - 20:54 （日本標準時）。

## 概要
2クールの放送を予定していた前番組『オレたちのオーレ!』が1クールで打ち切られたことから、急遽制作されたつなぎ番組である。『浅草橋ヤング洋品店』（テレビ東京）の演出を手掛けたテリー伊藤が制作に携わっており、スタッフも一部共通していた。
本番組は、当初から1クールのつなぎ番組と決まっていたこともあり、『浅草橋ヤング洋品店』でも実現が難しいような実験的かつ過激な企画を主に行っていた。分野が違う事柄で対決させることも広義の異種格闘技戦として扱っていたため、番組タイトルが示すような格闘技をテーマにした企画もあれば、格闘技とはまったく無関係の企画もあった。
エンディングのスタッフロールの書体は、同じく毎日放送制作の『アップダウンクイズ』とその後番組である『クイズ!!ひらめきパスワード』と同様の丸字体だった。

## 司会
- 愛川欽也
- 今田耕司
- 山瀬まみ

## スタッフ
- 構成：そーたに　他
- 演出：テリー伊藤
- 制作協力：LOCOMOTION
- 製作著作：毎日放送

## ネット局
| 放送対象地域   | 放送局                    | 系列           | 放送曜日・放送時間       | 遅れ       | 備考            |
| -------------- | ------------------------- | -------------- | ------------------------ | ---------- | --------------- |
| 近畿広域圏     | 毎日放送（MBS）           | TBS系列        | 木曜 20時00分 - 20時54分 | 同時ネット | 製作局          |
| 北海道         | 北海道放送（HBC）         | TBS系列        | 木曜 20時00分 - 20時54分 | 同時ネット |                 |
| 青森県         | 青森テレビ（ATV）         | TBS系列        | 木曜 20時00分 - 20時54分 | 同時ネット |                 |
| 岩手県         | 岩手放送（IBC）           | TBS系列        | 木曜 20時00分 - 20時54分 | 同時ネット | 現・IBC岩手放送 |
| 宮城県         | 東北放送（TBC）           | TBS系列        | 木曜 20時00分 - 20時54分 | 同時ネット |                 |
| 山形県         | テレビユー山形（TUY）     | TBS系列        | 木曜 20時00分 - 20時54分 | 同時ネット |                 |
| 福島県         | テレビユー福島（TUF）     | TBS系列        | 木曜 20時00分 - 20時54分 | 同時ネット |                 |
| 関東広域圏     | 東京放送（TBS）           | TBS系列        | 木曜 20時00分 - 20時54分 | 同時ネット | 現・TBSテレビ   |
| 山梨県         | テレビ山梨（UTY）         | TBS系列        | 木曜 20時00分 - 20時54分 | 同時ネット |                 |
| 新潟県         | 新潟放送（BSN）           | TBS系列        | 木曜 20時00分 - 20時54分 | 同時ネット |                 |
| 長野県         | 信越放送（SBC）           | TBS系列        | 木曜 20時00分 - 20時54分 | 同時ネット |                 |
| 静岡県         | 静岡放送（SBS）           | TBS系列        | 木曜 20時00分 - 20時54分 | 同時ネット |                 |
| 富山県         | チューリップテレビ（TUT） | TBS系列        | 木曜 20時00分 - 20時54分 | 同時ネット |                 |
| 石川県         | 北陸放送（MRO）           | TBS系列        | 木曜 20時00分 - 20時54分 | 同時ネット |                 |
| 中京広域圏     | 中部日本放送（CBC）       | TBS系列        | 木曜 20時00分 - 20時54分 | 同時ネット | 現・CBCテレビ   |
| 鳥取県・島根県 | 山陰放送（BSS）           | TBS系列        | 木曜 20時00分 - 20時54分 | 同時ネット |                 |
| 岡山県・香川県 | 山陽放送（RSK）           | TBS系列        | 木曜 20時00分 - 20時54分 | 同時ネット | 現・RSK山陽放送 |
| 広島県         | 中国放送（RCC）           | TBS系列        | 木曜 20時00分 - 20時54分 | 同時ネット |                 |
| 山口県         | テレビ山口（tys）         | TBS系列        | 木曜 20時00分 - 20時54分 | 同時ネット |                 |
| 愛媛県         | あいテレビ（ITV）         | TBS系列        | 木曜 20時00分 - 20時54分 | 同時ネット |                 |
| 高知県         | テレビ高知（KUTV）        | TBS系列        | 木曜 20時00分 - 20時54分 | 同時ネット |                 |
| 福岡県         | RKB毎日放送（RKB）        | TBS系列        | 木曜 20時00分 - 20時54分 | 同時ネット |                 |
| 長崎県         | 長崎放送（NBC）           | TBS系列        | 木曜 20時00分 - 20時54分 | 同時ネット |                 |
| 熊本県         | 熊本放送（RKK）           | TBS系列        | 木曜 20時00分 - 20時54分 | 同時ネット |                 |
| 大分県         | 大分放送（OBS）           | TBS系列        | 木曜 20時00分 - 20時54分 | 同時ネット |                 |
| 宮崎県         | 宮崎放送（MRT）           | TBS系列        | 木曜 20時00分 - 20時54分 | 同時ネット |                 |
| 鹿児島県       | 南日本放送（MBC）         | TBS系列        | 木曜 20時00分 - 20時54分 | 同時ネット |                 |
| 沖縄県         | 琉球放送（RBC）           | TBS系列        | 木曜 20時00分 - 20時54分 | 同時ネット |                 |
| 福井県         | 福井テレビ（FTB）         | フジテレビ系列 | 月曜 22時00分 - 22時54分 | 4日遅れ    |                 |
| 秋田県         | 秋田放送（ABS）           | 日本テレビ系列 | 土曜 17時00分 - 17時54分 | 2日遅れ    |                 |